# SNC-兰万灵
SNC-兰万灵集团公司（SNC-Lavalin Group Inc.）是一家加拿大蒙特利尔的工业集团，向采矿、冶金、石油等行业提供施工承包服务。2018年，按收入计算，它是加拿大最大的建筑公司。

## 历史
1911年，SNC的前身Arthur Surveyer & Cie.在蒙特利尔成立。
兰万灵的前身Lalonde, Valois International Limited则成立于1936年 :331，1972年更名为Lavalin。
1986年，它已经是加拿大最大的工程公司，1985年的营业收入为6.25亿美元，而SNC仅次于它。1991年，SNC收购兰万灵，形成新公司。

## 问题
SNC-兰万灵高管曾多次因被指控违反《外国公职人员腐败法》（Corruption of Foreign Public Officials Act）而接受调查，如1995至2008年的喀拉拉邦水电大坝丑闻，以及2001年至2011年间賄賂利比亚官员。